# Lista över Los Angeles-klass ubåtar
Det här är en fullständig lista över Los Angeles-klass ubåtar efter fartygsnummer.

## Flight I
- USS Los Angeles (SSN 688)
- USS Baton Rouge (SSN 689)
- USS Philadelphia (SSN 690)
- USS Memphis (SSN 691)
- USS Omaha (SSN 692)
- USS Cincinnati (SSN 693)
- USS Groton (SSN 694)
- USS Birmingham (SSN 695)
- USS New York City (SSN 696)
- USS Indianapolis (SSN 697)
- USS Bremerton (SSN 698)
- USS Jacksonville (SSN 699)
- USS Dallas (SSN 700)
- USS La Jolla (SSN 701)
- USS Phoenix (SSN 702)
- USS Boston (SSN 703)
- USS Baltimore (SSN 704)
- USS City of Corpus Christi (SSN 705)
- USS Albuquerque (SSN 706)
- USS Portsmouth (SSN 707)
- USS Minneapolis–Saint Paul (SSN 708)
- USS Hyman G. Rickover (SSN 709)
- USS Augusta (SSN 710)
- USS San Francisco (SSN 711)
- USS Atlanta (SSN 712)
- USS Houston (SSN 713)
- USS Norfolk (SSN 714)
- USS Buffalo (SSN 715)
- USS Salt Lake City (SSN 716)
- USS Olympia (SSN 717)
- USS Honolulu (SSN 718)

## Flight II (medVLS)
- USS Providence (SSN 719)
- USS Pittsburgh (SSN 720)
- USS Chicago (SSN 721)
- USS Key West (SSN 722)
- USS Oklahoma City (SSN 723)
- USS Louisville (SSN 724)
- USS Helena (SSN 725)
- USS Newport News (SSN 750)

## Förbättrad 688 (688I)
- USS San Juan (SSN 751)
- USS Pasadena (SSN 752)
- USS Albany (SSN 753)
- USS Topeka (SSN 754)
- USS Miami (SSN 755)
- USS Scranton (SSN 756)
- USS Alexandria (SSN 757)
- USS Asheville (SSN 758)
- USS Jefferson City (SSN 759)
- USS Annapolis (SSN 760)
- USS Springfield (SSN 761)
- USS Columbus (SSN 762)
- USS Santa Fe (SSN 763)
- USS Boise (SSN 764)
- USS Montpelier (SSN 765)
- USS Charlotte (SSN 766)
- USS Hampton (SSN 767)
- USS Hartford (SSN 768)
- USS Toledo (SSN 769)
- USS Tucson (SSN 770)
- USS Columbia (SSN 771)
- USS Greeneville (SSN 772)
- USS Cheyenne (SSN 773)